# Parcs nationaux du Lac Turkana
Les parcs nationaux du lac TurKana inscrits sur la liste du patrimoine mondial de l'UNESCO en 1997 pour le Kenya sont au nombre de trois. Ils sont situés sur le lac Turkana, le plus salé des grands lacs africains. Il est un lieu de migration important pour de nombreuses espèces d'oiseaux, ainsi qu'un lieu de reproduction pour de nombreux grands mammifères et reptiles. 
Les gisements fossilifères de Koobi Fora sont particulièrement riches en  restes de mammifères et de mollusques. Ils sont un témoignage exceptionnel pour la compréhension des paléo-environnements qui se sont succédé sur le continent africain. 
Les trois parcs sont le parc national de Sibiloi, le parc national de Central Island et le parc national de South Island.
Le site est inscrit sur la liste du patrimoine mondial en péril en 2018 « en raison notamment de l'impact d'un barrage sur le site ».